# Madeleine (modèle)
Pour les articles homonymes, voir Madeleine.
Madeleine est une femme noire vivant en France métropolitaine à la fin du XVIIIe siècle, modèle présumé du tableau Portrait d'une femme noire peint par Marie-Guillemine Benoist en 1800, exposé au musée du Louvre.

## Biographie
On sait peu de choses sur Madeleine : née à la Guadeloupe, c'est une esclave affranchie, employée comme domestique pour le compte du couple de colons guadeloupéens Benoist-Cavay, dont la peintre Marie-Guillemine Benoist est la belle-sœur. C'est au cours d'un rapide séjour du couple en hexagone à la fin du XVIIIe siècle que la peintre entreprend la réalisation du portrait de Madeleine.

## Postérité
De mars à juillet 2019, le musée d'Orsay à Paris consacre une exposition « Le modèle noir, de Géricault à Matisse » au sein de laquelle le portrait présumé de Madeleine réalisé par Marie-Guillemine Benoist est présenté. Le catalogue de l'exposition en profite pour détailler le parcours et la carrière de ce modèle.
Le même tableau est aussi sur une couverture d'un hors-série du magazine Beaux-Arts dédié à cette exposition.